# Tsárskoye Seló

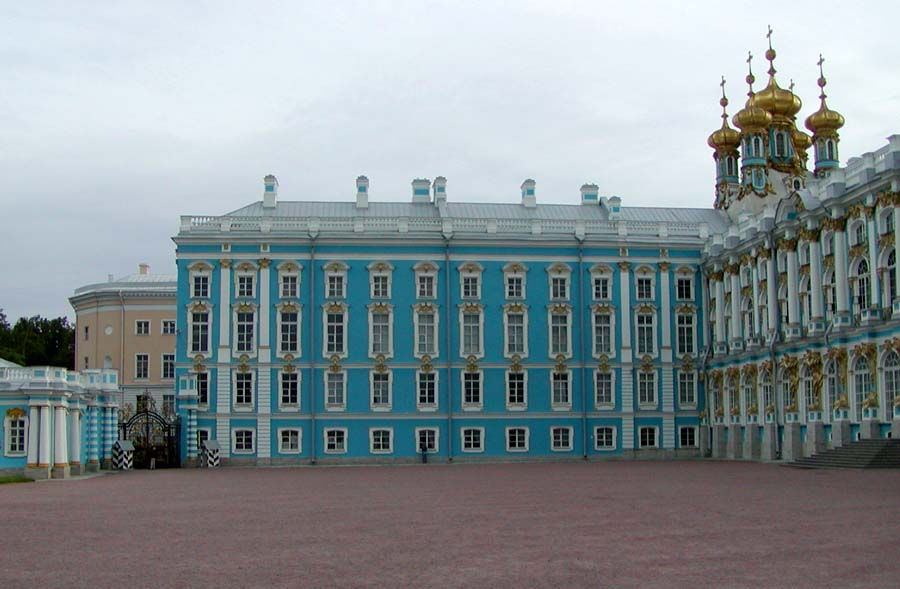
Vista lateral del Palacio de Catalina en el complejo de Tsárskoye Seló.

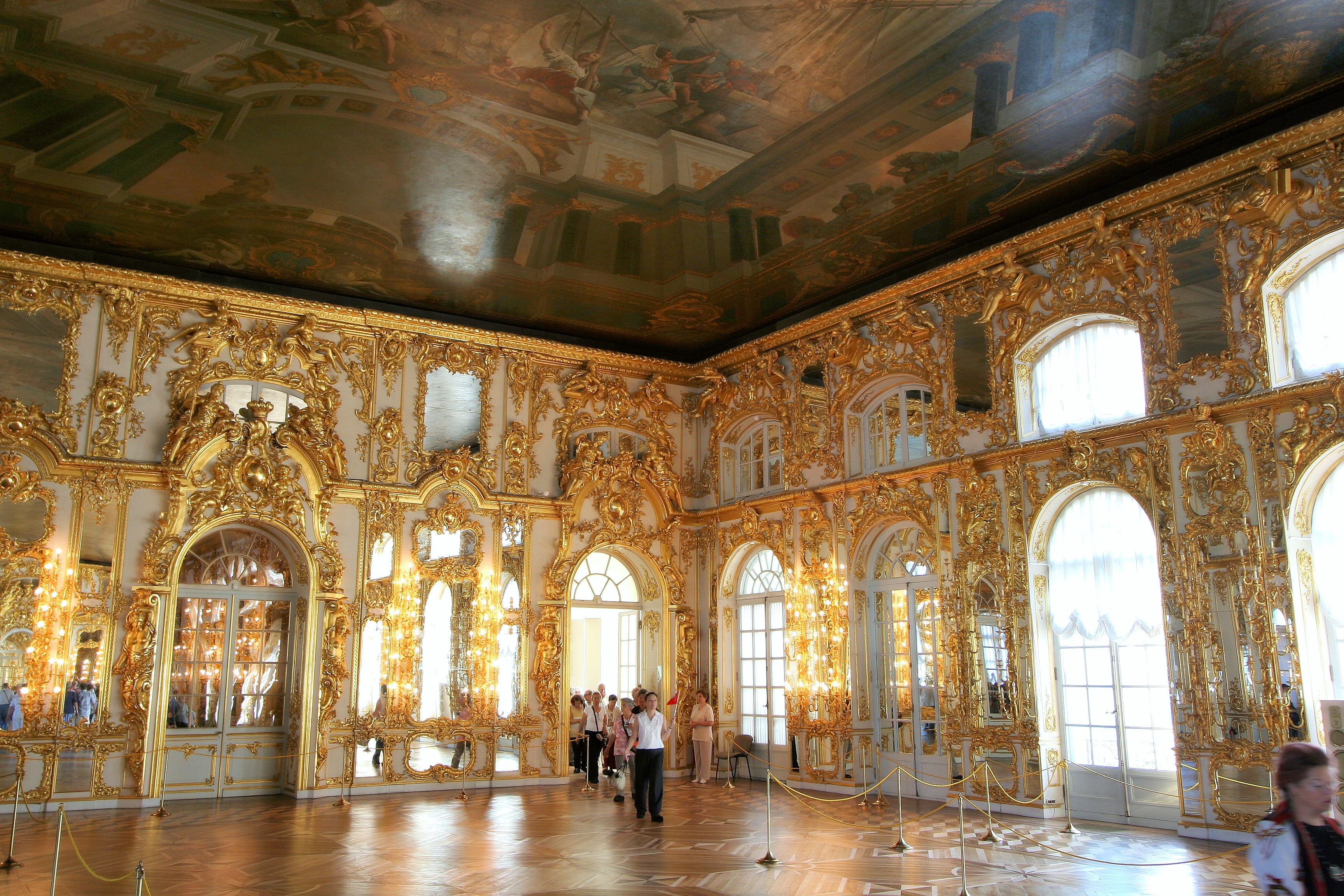
Salón de baile.

La Villa de los Zares o Tsárskoie Seló (en ruso: Царское Село, Tsárskoye Seló) fue residencia de la familia imperial rusa cerca de San Petersburgo y centro de recibimiento de la realeza y la nobleza exterior. El conjunto de palacios y parques, hoy en la ciudad de Pushkin, así como su centro histórico forman parte, con el código 540-006, del lugar Patrimonio de la Humanidad llamado «Centro histórico de San Petersburgo y conjuntos monumentales anexos».
El centro de palacios de la Villa (o, mejor dicho, el palacio) se sitúa a 24 kilómetros al sur de la excapital zarista, San Petersburgo. El territorio donde actualmente se erige el palacio pertenecía, en el siglo XVII, a un noble sueco hasta que, a finales de aquel siglo, el territorio fue conquistado por el zar Pedro I de Rusia. El nombre del lugar tiene un origen del finés, ya que se llamaba saari (isla) pronunciado por los rusos en el siglo XVIII como Tsárskoye Seló y finalmente sustituido en el siglo XIX por el actual.
En 1708 el zar Pedro I donó los territorios a su futura esposa, la zarina Catalina I de Rusia, que fundó en 1724 la Blagovéschenskaya, la iglesia de la Anunciación. Fue la misma zarina Catalina quien inició allí la construcción de una casa de campo, que se convirtió en el primer Palacio de Catalina.
El Palacio de Alejandro fue construido por la zarina Catalina II de Rusia como residencia de su nieto preferido, el futuro zar Alejandro I de Rusia. Con el paso del tiempo se convirtió en la residencia de los zares Nicolás I de Rusia y Nicolás II de Rusia.
A finales del siglo XVIII, la Villa se hizo popular como un centro de veraneo entre la nobleza rusa. Se creó una nueva ciudad próxima, Sofía (Ingria), por orden de Catalina II de Rusia, para situar allí la guardia imperial. Esta nueva ciudad se unió a la Villa en 1808. 
La catedral de la Ascensión fue diseñada por el arquitecto inglés Charles Cameron con estilo neoclásico. En 1811, Alejandro I creó un liceo al lado del Palacio de Catalina, al cual asistieron Aleksandr Pushkin, Aleksandr Gorchakov y Mijaíl Saltykov-Shchedrín. La tradición literaria de la Villa continuó en el siglo XX con Ana Ajmátova e Innokienti Ánnienski.
En el siglo XIX, la ciudad escapó de la industrialización a pesar de la línea de ferrocarril que une San Petersburgo y la Villa, la primera en ser construida en 1837. En 1917 se instaló una potentísima estación de radio y en la primavera de ese mismo año residió, bajo detención, el zar Nicolás II de Rusia con su familia.
En 1918 con la llegada del socialismo y la URSS de Tsárskoye Seló cambió de nombre, llamándose Détskoye Seló (Villa de los niños), cambiando nuevamente de nombre por el de Pushkin (1937) en honor del centenario de la muerte del poeta ruso. Durante unos años vivieron en la ciudad un grupo de menores enviados por la República española ("niños de Rusia") huyendo de la Guerra Civil.
El 17 de septiembre de 1941 los ejércitos de la Alemania Nazi ocuparon la ciudad, destruyendo muchos monumentos históricos, edificios y otras piezas culturales, entre las cuales se encontraba la famosa Sala de Ámbar, restaurada en 2003 con fondos del gobierno federal alemán como reparación de guerra y con motivo del tercer centenario de la fundación de la ciudad de San Petersburgo.
Tras la Segunda Guerra Mundial se planeó la restauración total del complejo, ya que muchas partes del recinto habían sido destruidas. Hoy en día, todavía no se ha acabado la reconstrucción del Palacio de Alejandro y de la iglesia palatina.

## Torre Ruina
En la Villa de los Zares se encuentra la Torre ruina (en ruso: Башня-руина).
El monumento representa un fragmento en ruinas de una fortaleza turca que consiste en una gran torre y una parte de una fortificación con el sistema de los dispositivos defensivos.